# Maximus von Alexandria
Maximus († 282) war Bischof von Alexandria als Nachfolger des heiligen Dionysius.
Maximus war zunächst Presbyter in Alexandria unter Dionysius, dem er dann im Jahre 265 im Bischofsamt folgte. Bedeutendste Frage der östlichen Gemeinden in den späten 260er Jahren war der Umgang mit Paul von Samosata, dem Bischof von Antiochia; dieser war wegen seiner Ansichten zur Christologie in die Kritik geraten, wobei ihm vorgeworfen wurde, die göttliche Natur Christi zu leugnen. Neben den Bischöfen von Jerusalem und Edessa war auch Maximus von Alexandria maßgeblich an dem Verfahren gegen Paulus beteiligt, das schließlich zu dessen Absetzung führte.
Nachfolger des Maximus im Bischofsamt wurde 282 Theonas. Maximus wird als Heiliger verehrt, sein Gedenktag ist der 27. Dezember.

## Kirchen
Ihm ist in Merseburg die Stadtkirche St. Maximi geweiht.